# Glazen Koets

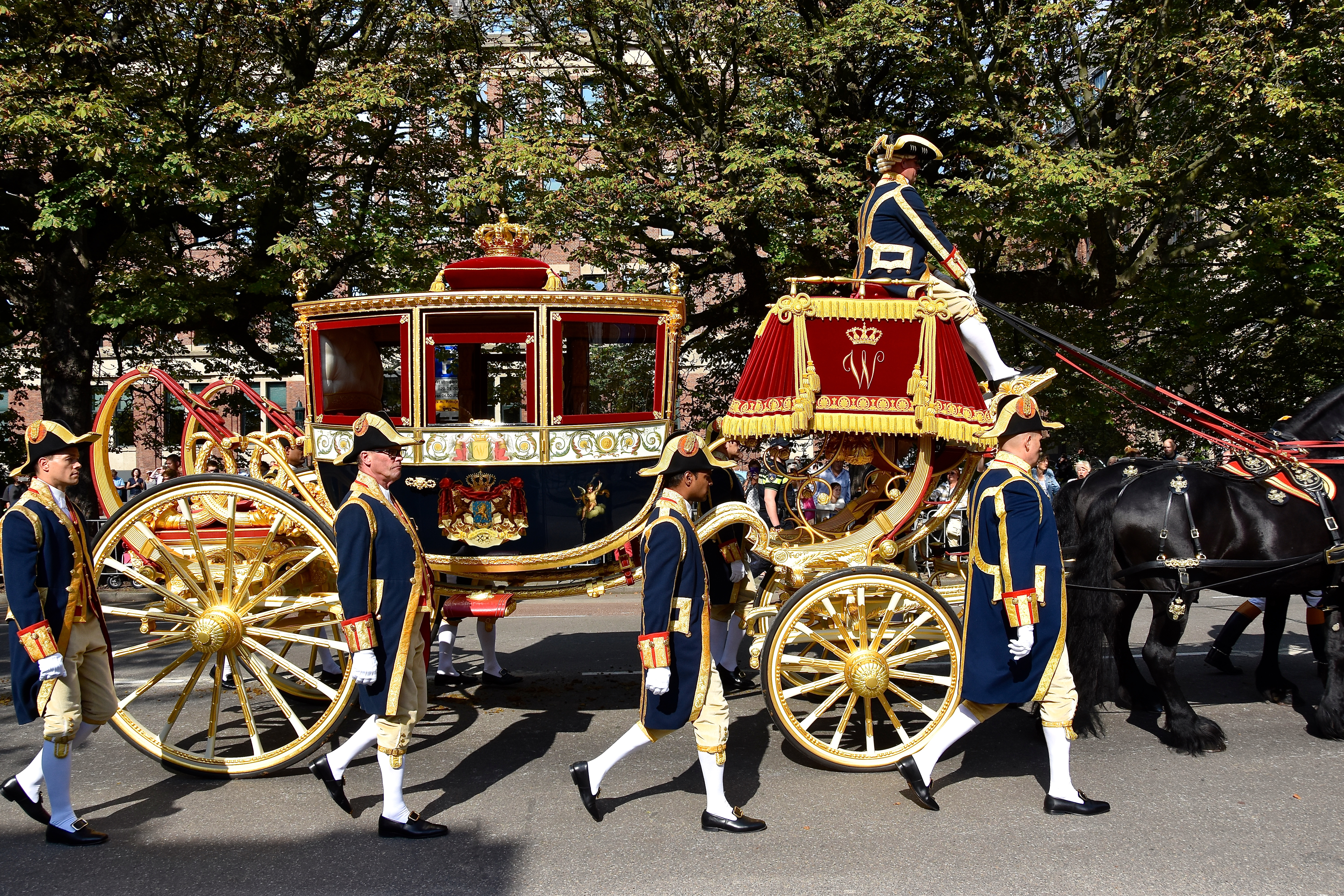
La Glazen Koets

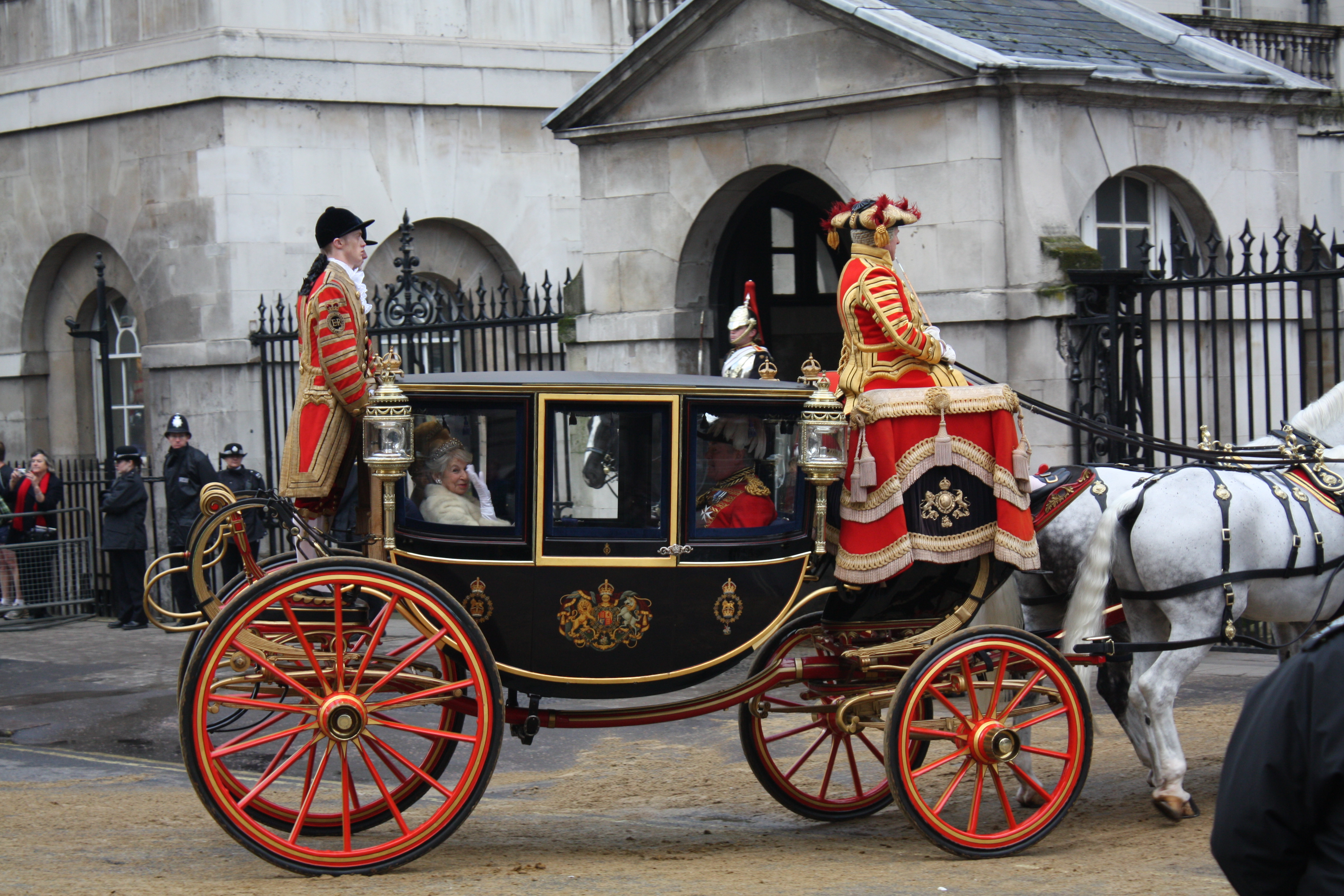
La Glass Coach, usata per i regnanti del Regno Unito

La Glazen Koets ("carrozza di vetro" in olandese)  è una carrozza reale usata dalla famiglia reale olandese per eventi speciali prima che la regina Guglielmina ricevette la Gouden Koets. La carrozza è stata quindi utilizzata solo per il monarca o per i genitori della sposa o dello sposo in un giorno di nozze reali. Nel 2015, ha iniziato ad essere utilizzato più frequentemente per eventi statali perché la Gouden Koets doveva essere riparata.  È la carrozza reale più antica che la famiglia reale olandese possiede. 

## Storia
La carrozza di vetro fu ordinata nel 1821 per il re Guglielmo I dal cocchiere P. Simons a Bruxelles e fu consegnata nel 1826. Nel XX secolo fu usata solo due volte. L'uso principale della carrozza di vetro dopo che la regina Guglielmina ottenne la carrozza d'oro era il trasporto del monarca e dei genitori dello sposo in chiesa il giorno del matrimonio di un principe o principessa d'Orange.
La carrozza è famosa per essere stata utilizzata per:
- Incoronazione di Guglielmina nel 1898.
- Funerali della Regina Emma nel 1934.
- Matrimonio di Giuliana e Bernard per trasportare la madre della sposa e dello sposo nel 1937.
- Matrimonio di Beatrice e Claus per trasportare la madre della sposa e dello sposo nel 1966.

Dal 2015 è la carrozza utilizzata per i Prinsjesdag